# Another Country (álbum)
Another Country é o 29º álbum de estúdio do cantor e compositor britânico Rod Stewart. Foi lançado em 23 de outubro de 2015 pela Capitol Records. Foi produzido por Stewart e Kevin Savigar.

## Antecedentes
Stewart lançou seu vigésimo oitavo álbum de estúdio, Time, em 2013. A obra continha onze canções escritas ou coescritas por Stewart. Comentando sobre Time, Stewart declarou: "Descobri que a única maneira de escrever músicas é ser o mais pessoal e honesto possível. E quando meu último álbum foi tão bem recebido, isso me deu confiança para continuar escrevendo e escrever sobre coisas diferentes. Também me deu a liberdade de experimentar diferentes sons como reggae, ska e melodias celtas."

## Composição e gravação
Stewart afirmou que "Batman Superman Spiderman" foi escrito sobre histórias de ninar que ele contava ao seu filho mais novo, Aiden Patrick Stewart, sobre os três super-heróis. A faixa-título do álbum, "Another Country", foi inspirada pelo respeito de Stewart pelas forças armadas – um respeito influenciado pelo seu nascimento ocorrido pouco antes do fim da Segunda Guerra Mundial – e a consequente reflexão sobre a vida nos conflitos armados, particularmente no que diz respeito às emoções geradas pela distância dos entes queridos. As sessões de gravação ocorreram na casa de Stewart e foram produzidas com Pro Tools.

## Recepção
| Críticas profissionais  | Críticas profissionais |
| Pontuações agregadas    | Pontuações agregadas   |
| Fonte                   | Avaliação              |
| ----------------------- | ---------------------- |
| Metacritic              | 57/100                 |
| Avaliações da crítica   |                        |
| Fonte                   | Avaliação              |
| American Songwriter     | [ 5 ]                  |
| The Arts Desk           | [ 6 ]                  |
| Financial Times         | [ 7 ]                  |
| The Independent         | [ 8 ]                  |
| The National            | [ 9 ]                  |
| The Scotsman            | [ 10 ]                 |
| OK!                     | [ 11 ]                 |
| Q Magazine              | [ 12 ]                 |
| The Times               | [ 13 ]                 |
| London Evening Standard | [ 14 ]                 |
| The Yorkshire Times     | [ 15 ]                 |

Another Country recebeu avaliações mistas dos críticos de música. No Metacritic, que atribui uma máxima de 100, o álbum recebeu uma pontuação média de 57, indicando "críticas mistas ou medianas", com base em 10 avaliações. Andy Gill, do The Independent, fez uma análise, descrevendo-o como "agradavelmente envolvente em seus melhores momentos", mas apontando que a qualidade das canções cai na metade da lista de faixas, destacando "Way Back Home" e "Batman Superman Spiderman" como as mais fracas. Jasper Rees, do The Arts Desk, também afirmou que "há alguns deslizes", criticando a escolha de incluir um trecho de um discurso de Winston Churchill no final de "Way Back Home". Hal Horowitz, do American Songwriter, foi bastante crítico, descrevendo a música como "banal a forçada", "excessivamente sentimental" em algumas partes e "sem graça". Ludovic Hunter-Tilney, do Financial Times, afirmou que "arranjos acústicos monótonos e um rock celta arrastado, cortado do mesmo tecido de seu álbum de 2013, Time, fazem com que se lamente a perda do rebelde vibrante de outrora". Dawn Renton, do The Falkirk Herald, deu uma crítica positiva, observando que "há um charme celta acolhedor em Another Country que é calorosamente envolvente" e concluindo que "o mais recente trabalho confirma que Rod ainda pode entregar um álbum de alto nível ... ele continua a mostrar sua versatilidade e talento, sendo uma agradável surpresa para quem nunca foi muito fã antes".
Kirsty Hatcher, da OK!, elogiou o álbum, chamando-o de "romântico e encantador", enquanto Fiona Shepherd, do The Scotsman, criticou a natureza nostálgica, apontando "The Drinking Song" como a única faixa que não segue essa tendência. Destacando essa canção, concluiu: "Poderíamos passar mais tempo na companhia desse Rod na próxima vez, por favor?" Stephen Thomas Erlewine, do AllMusic, argumentou que "por mais tolas que essas faixas possam parecer, há algo cativante nelas", afirmando que "ele não é o mesmo de 1969, quando seu folk era mais simples e intenso, mas também não finge ser". O novo álbum também recebeu atenção na Índia. O jornal Daily Post fez uma avaliação, reconhecendo a singularidade da voz de Rod, mas classificando as letras como "clichês" e "superficiais". No entanto, o jornal recomenda o álbum, ainda que apenas pela nostalgia que evoca em relação ao trabalho anterior do cantor. John Aizlewood, do Evening Standard de Londres, afirmou que "o lendário cantor redescobre seu charme maroto enquanto continua seu retorno à boa forma".
A obra foi selecionada como "Álbum da Semana" pelos jornais The Independent e The Times. As críticas ao trabalho consistentemente elogiaram a voz e/ou a performance vocal de Stewart, mesmo quando outros aspectos do álbum foram criticados.

## Faixas
Todas as faixas produzidas por Rod Stewart e Kevin Savigar; exceto "Hold the Line" produzida por Stewart, Savigar, RedOne e TinyIsland.
| N.º | Título                      | Compositor(es)                       | Duração |  |
| 1.  | "Love Is"                   | Rod Stewart Kevin Savigar            | 3:55    |  |
| 2.  | "Please"                    | Stewart Savigar                      | 4:22    |  |
| 3.  | "Walking in the Sunshine"   | Stewart Savigar                      | 4:31    |  |
| 4.  | "Love and Be Loved"         | Stewart Savigar                      | 2:55    |  |
| 5.  | "We Can Win"                | Stewart Chuck Kentis Don Kirkpatrick | 5:00    |  |
| 6.  | "Another Country"           | Stewart Savigar                      | 3:29    |  |
| 7.  | "Way Back Home"             | Stewart Savigar                      | 4:35    |  |
| 8.  | "Can We Stay Home Tonight?" | Stewart Savigar                      | 4:04    |  |
| 9.  | "Batman Superman Spiderman" | Stewart Kentis Kirkpatrick           | 3:34    |  |
| 10. | "The Drinking Song"         | Stewart Savigar Emerson Swinford     | 3:38    |  |
| 11. | "Hold the Line"             | RedOne Tiny Island                   | 4:05    |  |
| 12. | "A Friend for Life"         | Steve Harley Jim Cregan              | 4:42    |  |

| Faixas bônus da versão deluxe |                                              |                          |                 |         |  |
| N.º                           | Título                                       | Compositor(es)           | Produtor(es)    | Duração |  |
| 13.                           | "Every Rock'n'Roll Song to Me"               | Stewart Savigar Swinford | Stewart Savigar | 3:19    |  |
| 14.                           | "One Night with You"                         | Stewart Savigar Swinford | Stewart Savigar | 3:34    |  |
| 15.                           | "In a Broken Dream" (com Python Lee Jackson) | David Keith Bentley      | Miki Dallon     | 4:15    |  |
| 16.                           | "Great Day"                                  | Stewart Savigar Swinford | Stewart Savigar | 3:38    |  |
| 17.                           | "Last Train Home"                            | Stewart Avery Kentis     | Stewart Savigar | 4:36    |  |

## Paradas musicais

### Paradas semanais
| Parada (2015)                         | Melhor posição |
| ------------------------------------- | -------------- |
| Austrália (ARIA)                      | 9              |
| Áustria (Ö3 Austria Top 40)           | 14             |
| Bélgica (Ultratop Flandres)           | 11             |
| Bélgica (Ultratop Valônia)            | 44             |
| Canadá (Billboard)                    | 25             |
| República Tcheca (ČNS IFPI)           | 18             |
| Dinamarca (Hitlisten)                 | 28             |
| Países Baixos (Dutch Charts)          | 15             |
| França (SNEP)                         | 159            |
| Alemanha (Offizielle Deutsche Charts) | 7              |
| Itália (FIMI)                         | 44             |
| Irlanda (IRMA)                        | 4              |
| Japão (Oricon)                        | 103            |
| Nova Zelândia (RMNZ)                  | 8              |
| Noruega (VG-lista)                    | 20             |
| Escócia (Official Scottish Albums)    | 2              |
| Espanha (PROMUSICAE)                  | 43             |
| Suécia (Sverigetopplistan)            | 14             |
| Suíça (Schweizer Hitparade)           | 19             |
| Reino Unido (Official Albums Chart)   | 2              |
| Estados Unidos (Billboard 200)        | 20             |

### Paradas de fim de ano
| Parada (2015)     | Posição |
| ----------------- | ------- |
| Reino Unido (OCC) | 16      |

## Histórico de lançamento
| País           | Data                  | Versão        | Formato(s)             | Gravadora | Ref.          |
| -------------- | --------------------- | ------------- | ---------------------- | --------- | ------------- |
| Estados Unidos | 23 de outubro de 2015 | Padrão deluxe | CD download digital LP | Capitol   | [ 42 ] [ 43 ] |
| Reino Unido    | 30 de outubro de 2015 | Padrão deluxe | CD download digital LP | Capitol   | [ 19 ]        |